# Anabate vergeté
Syndactyla subalaris
Espèce
Répartition géographique
Statut de conservation UICN

LC : Préoccupation mineure
L’Anabate vergeté (Syndactyla subalaris) est une espèce d'oiseaux de la famille des Furnariidae vivant en Amérique du Sud et Centrale.

## Population
Malgré un léger déclin l'espèce est tout de même assez commune sur son aire de répartition avec une estimation entre 500 000 et 5 000 000 individus adultes (Partners in Flight 2019).

## Répartition et sous-espèces
Selon la classification de référence du Congrès ornithologique international (15.1, 2025) :
- S. s. lineata (Lawrence, 1865) — cordillère de Talamanca ;
- S. s. tacarcunae (Chapman, 1923) — région du Darién ;
- S. s. subalaris (Sclater, 1859) - serranía de San Lucas, ouest de la Colombie et de l'Équateur ;
- S. s. striolata (Todd, 1913) — flanc est des Andes colombiennes et vénézuéliennes ;
- S. s. olivacea Phelps & Phelps Jr, 1956 — sud-ouest du Venezuela (Río Chiquito) ;
- S. s. mentalis (Todd, 1913) — de l'est de l'Équateur au centre du Pérou.

## Systématique
Le nom valide complet (avec auteur) de ce taxon est Syndactyla subalaris (P.L.Sclater, 1859).
Ce taxon porte en français le nom vernaculaire ou normalisé suivant : Anabate vergeté.